# Anzó (Burgos)
Anzó o Anzo es una localidad española del municipio de Valle de Mena, perteneciente a la provincia de Burgos, en la comunidad autónoma de Castilla y León.

## Historia
Hacia mediados del siglo XIX, el lugar, ya por entonces perteneciente al ayuntamiento de Valle de Mena, tenía contabilizada una población de 170 habitantes. Aparece descrito en el segundo volumen del Diccionario geográfico-estadístico-histórico de España y sus posesiones de Ultramar de Pascual Madoz con las siguientes palabras:

ANZO: l. en la prov., aud. terr. y c. g. de Búrgos (18 leg.), part. jud. de Villarcayo (6), dióc. de Santander (11), ayunt. del valle de Mena: sit. á la falda de una elevada peña, que le resguarda del viento S.: combátenle por lo regular los del E. y NO., por cuya razon su clima es frio, aunque sano. Se compone de 44 casas de 16 á 28 pies de elevacion, algunas con piso alto, la mayor parte de las cuales estan divididas en dos barrios, y las restantes diseminadas: hay 1 escuela de primeras letras, sin mas dotacion que las asignaciones de los alumnos que á ella concurren; 1 igl., bajo la advocacion de San Estéban Proto-mártir, servida por un cura párroco; 1 ermita que llaman de Sta. Maria Egipciaca, sit. como á unos 300 pasos de la pobl. por la parte del E., sobre una altura, desde la que se descubre la mayor y mejor parte del valle de Mena; un cementerio en parage ventilado, y una fuente dentro del pueblo, y 3 en el térm.; dos de estas últimas son de superior calidad, pero la otra, que es la mas próxima al l., pasa por una mina de yeso, con cuyo motivo nada se puede cocer con sus aguas, y segun el dictámen de varios facultativos, es propensa al mal de orina, enfermedad que no se ha desarrollado con todo en sus hab., sin embargo de que la mitad de ellos la usan para beber. Confina su térm. por N. con Villasana á 1/2 leg., por E. con Ovilla, á igual dist., por S. con el valle de Losa á 1, y por O. con Vigo á 1/2. El terreno es muy á propósito para siembra de trigo, y se divide en primera, segunda y tercera suertes: la primera contiene 80 fan. de tierra de sembradura, la segunda 90 y la tercera 130, que prod. de 5 á 8 por 1: todo él es de secano, pues no le atraviesa mas que un pequeño arroyo formado por los derrames de las citadas fuentes, con cuyas aguas se riegan únicamente algunos huertecillos: tiene tambien un monte sit. al S., tal cual poblado de hayas y algunos robles: los caminos son de pueblo á pueblo, en mal estado; y el correo lo recibe por balijero los lunes, juéves y sábados, saliendo los mártes, viérnes y domingos. Prod.: trigo, maiz y patatas en abundancia, cebada, avena y judias, y cria ganado vacuno, yeguar, cabrío, lanar, de cerda y algo de mular: este último y el yeguar es el mas preferido, en razon á que es el que rinde mas utilidades, y el que menos cuesta en proporcion: en sus campos se cazan perdices y codornices en gran número, y algunas liebres y palomas torcaces: sus hab. se dedican por lo general á la agricultura y cria de ganados, consistiendo únicamente su comercio en la esportacion de algunas fan. de trigo y venta de ganado, y en la importacion de calzado, vestidos y otros artículos de primera necesidad: pobl.: 40 vec., 170 alm.: contr.: con el ayuntamiento.
(Madoz, 1845, pp. 348-349)

## Geografía humana

### Organización territorial
La entidad singular de población de Anzo está compuesta por los siguientes núcleos de población:
- Barruso
- Mediavilla
- San Esteban
- Santa María
- La Carta

### Demografía
En 2024, la entidad singular de población de Anzo tenía empadronados 29 habitantes.

## Patrimonio
Hay en la localidad una iglesia de San Esteban Protomártir.